# Lõopõllu
Koordinaten: 58° 3′ N, 22° 8′ O
Lõopõllu (auch Lõupõllu) ist ein Dorf (estnisch küla) auf der größten estnischen Insel Saaremaa. Es gehört zur Landgemeinde Saaremaa (bis 2017: Landgemeinde Torgu) im Kreis Saare.
Der Ort hat zwei Einwohner (Stand 31. Dezember 2011).